# Étienne Maire Clarà

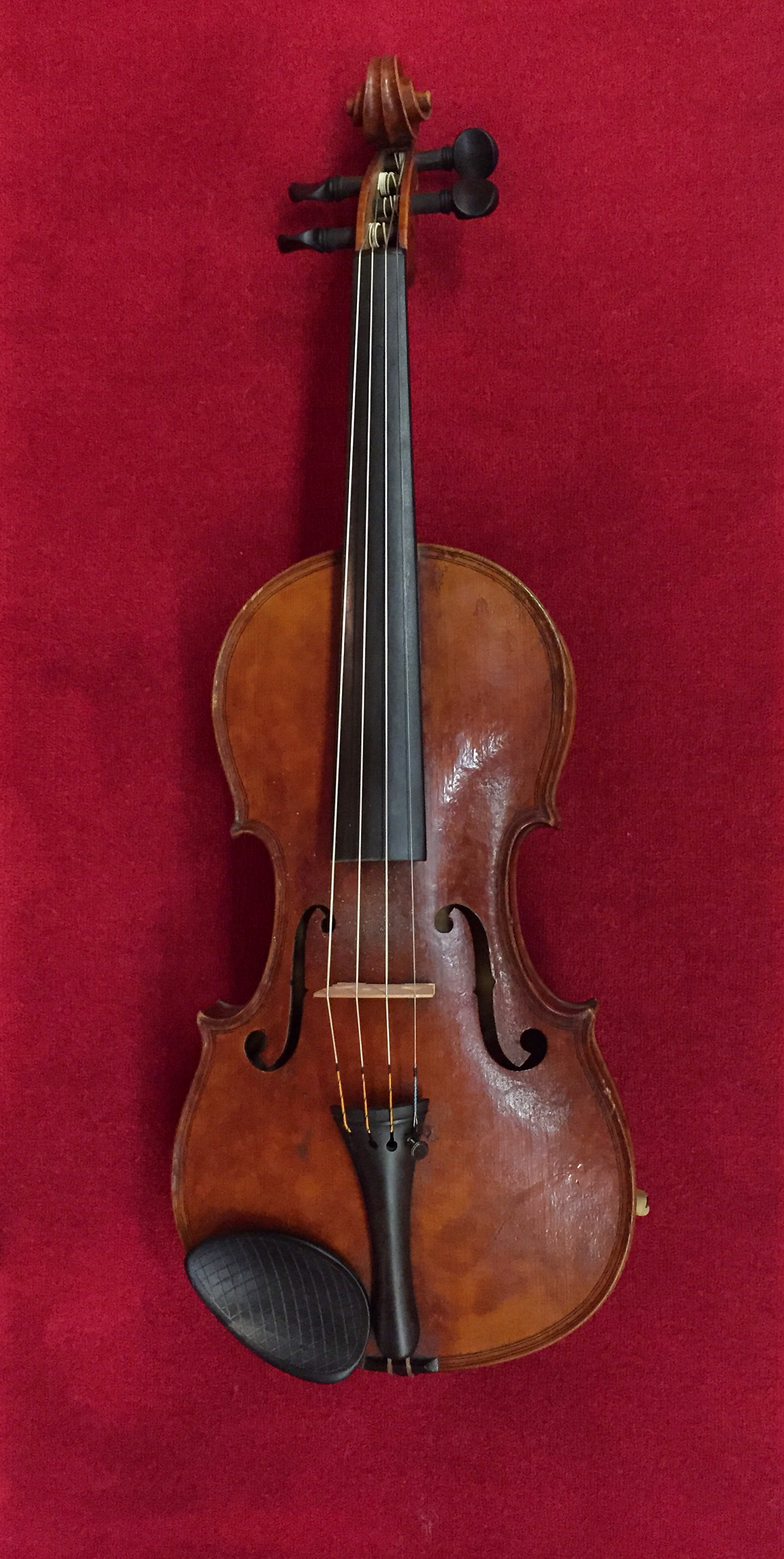
Violí d'Étienne Maire, MDMB 861, del fons del Museu de la Música de Barcelona

Etienne Maire Clarà (Barcelona, 1867 - Madrid, 1935) fou un lutier català.
Fill i alumne d'Etienne Maire Bretón, va anar a París amb el seu pare, però retornà a Barcelona després de la mort d'aquest i s'establí al número 80 del carrer Muntaner. Va ser lutier del Conservatori del Liceu, de l'Escola Municipal de Barcelona i de la Casa de la Caritat de Barcelona. El 1919 es traslladà a Madrid on morí el 1935.
Realitzà instruments amb un estil personal molt característic. El violinista Joan Manén (1883-1971) fou un gran admirador de les seves obres, amb les quals interpretà un bon nombre de concerts. Segons els seus documents es titula: Artista lutier del Conservatorio del Liceo de Su Majestad la reina Isabel II, de la Escuela Municipal de Música i de la Casa Provincial de la Caridad.